# Aleksander av Moskva
Aleksander av Moskva, eller Patriark Aleksander (ryska: Патриарх Александр), född som Avdej Diomidovitj Kalinin (Авдей Диомидович Калинин) den 25 november 1957 i staden Volgograd i Volgograd oblast i dåvarande Sovjetunionen, är sedan den 3 mars 2002 Ryska gammal-ortodoxa kyrkans patriark (överhuvud).
Han bär titeln "Hans Helighet den gammal-ortodoxa patriarken av Moskva och hela Ryssland".

## Biografi
Aleksander av Moskva föddes och växte upp i en gammaltroende ortodox familj. Aleksanders farfars bror, Aristarchos Kalinin, var under många år sekreterare i den Ryska gammal-ortodoxa kyrkan, och Aristarchos far, ärkebiskop Johannes Kalinin, var den förste hierarken i samma kyrka från 1944 till 1956.
1977 avlade Aleksander examen vid Volgograds tekniska skola för järnvägstransport. Från januari 1980 till augusti 1980 arbetade han som ingenjör och tekniker i samma stad.

## Vägen till patriark
Från den 1 september 1983 och i nästan 13 år var han personlig sekreterare åt ärkebiskop Gennadii. 
Den 11 januari 1987 avlade han klosterlöften med namnet Alexander, och 3 dagar senare vigdes han till diakon. Den 19 januari 1987 upphöjdes han till ärkediakon och den 6 december 1987 vigdes han till hieromunk.
Den 21 september 1992 upphöjdes han till arkimandrit.
Sedan den 1 september 1990 är han rektor för en ortodox teologisk skola, som han själv grundade. Den 15 april 1992 utnämndes han till abbot i ett kloster i Kamenka i Ryssland.
I februari 1996 vigdes han till biskop. I juni samma år utnämndes han till assistent åt den gammal-ortodoxa ärkebiskopen Aristarchos.
Den 7 maj 2000 valde ett koncilium i den att Alexander skulle vigas till ärkebiskop. I ett annat koncilium två år senare bestämdes det att Alexander skulle bli patriark över den Ryska gammal-ortodoxa kyrkan.